# Тріумвірат Ярославичів
Тріумвірат Ярославичів 1054—1073 років утворився невдовзі після смерті Ярослава Мудрого.

## Історія
Посаджений ним у Києві «на батькове місце», як пише літопис, Ізяслав Ярославович не мав ані здібностей, ані авторитету, ані сили батька, щоб зосередити загальноруську владу в своїх руках, тож увійшов у спілку з братами Святославом Чернігівським і Всеволодом Переяславським. Усі державні справи брати вирішували поспіль. Тріумвіри ухвалювали нові закони («Правда Ярославичів» 1072 року), перевели молодшого брата Ігоря з Володимира до Смоленська, визволили свого дядька Судислава із в'язниці, куди його запроторив Ярослав, разом ходили в похід на торків. Але тріумвірат Ярославичів дбав головним чином про примноження земель.
1057 року Ізяслав заволодів Волинню, а після смерті Ігоря у Смоленську (1060) тріумвіри поділили між собою його волость, нічого не лишивши синам покійного. Тріумвірат Ярославичів загарбав також західні землі Русі (Перемишльську, Звенигородську й Теребовльську волості), що належали Ярославовому онукові Ростиславу. 1067 року вони відібрали Полоцьк у Всеслава Чародія.
Після невдалої для Русі битви з половцями на річці Альті 1068 року тріумвірат почав розколюватись. Ізяслав, проти якого спалахнуло повстання киян, утік до Польщі, а в Києві вокняжився Всеслав. Після появи на Русі Ізяслава навесні 1069 року тріумвірат став розпадатися. Ізяславу довелося повернути Всеславові Полоцьк. Відчувши себе послабленим, Всеслав вступив у союз із цим недавнім ворогом проти Святослава, котрий зазіхав на Київ. За ініціативою Святослава вони з Всеволодом у березні 1073 року рушили на Київ. Ізяслав знову подався до Польщі, а в Києві вокняжився Святослав. Він передав Чернігів Всеволодові. Тріумвірат Ярославичів перетворився на дуумвірат Святослава і Всеволода.